# Walter Delle Karth jun.
Walter Delle Karth jun. (* 11. August 1946 in Innsbruck) ist ein ehemaliger österreichischer Bobfahrer, der zwischen Anfang der 1970er und Mitte der 1980er Jahre aktiv war.
Er gewann im Viererbob bei den FIBT Weltmeisterschaften 1973 die Silber- und 1974 die Bronzemedaille. Delle Karth nahm an drei Olympischen Winterspielen teil. Sein bestes Ergebnis erzielte er dabei mit einem fünften Platz im Viererbobbewerb 1980.
Er hat zwei Brüder, Werner und Dieter, die ebenfalls Bobfahrer waren. Sein Vater Walter Delle Karth sen. war Nordischer Skiläufer und Olympiateilnehmer 1936. Delle Karth ist Vorsitzender des Golfclubs Seefeld Reith.